# جوایز روزنامه‌نگاری علم در جامعه
جوایز روزنامه‌نگاری علم در جامعه (انگلیسی: Science in Society Journalism Awards) جوایزی هستند که توسط انجمن ملی نویسندگان علوم آمریکا (NASW) برای قدردانی و تشویق «گزارش‌های تحقیقاتی و تفسیری برجسته در مورد علوم و تأثیر آنها بر خیر و شر» ایجاد شده‌است. نشریات (روزنامه و مجله) و رسانه‌های الکترونیکی (رادیو، تلویزیون و اینترنت). هر برنده ۲۵۰۰ دلار دریافت می‌کند. اولین جایزه در سال ۱۹۷۲ اهدا شد.